# تالار استقلال
تالار استقلال (به انگلیسی: Independence Hall)، بنایی با اهمیت مدنی تاریخی است که در پارک ملی تاریخی استقلال واقع در فیلادلفیا، پنسیلوانیا، ایالات متحده است. عمده شهرت این تالار به موجب بحث، بررسی، و تصویب اعلامیهٔ استقلال و قانون اساسی ایالات متحدهٔ آمریکا در این تالار است.
ساخت ساختمان تالار استقلال به عنوان مجلس ایالتی پنسیلوانیا برای استان پنسیلوانیا در سال ۱۷۵۳ به اتمام رسید. این تالار مکان اصلی برگزاری جلسات دومین کنگرهٔ قاره‌ای از سال ۱۷۷۵ تا ۱۷۸۳ و محل برگزاری مجمع قانون اساسی در تابستان ۱۷۸۷ بود. ساختمان این تالار از بناهای پارک ملی تاریخی استقلال به حساب می‌آید و یکی از میراث‌های جهانی یونسکو در ایالات متحده است.
از ۱۰ مه ۱۷۷۵ تا ۱۷۸۳، ساختمان مجلس ایالت پنسیلوانیا به‌عنوان محل اصلی جلسات کنگره قاره‌ای دوم که شامل نمایندگانی از هر یک از سیزده مستعمرهٔ بریتانیای آمریکای شمالی بود، مورد استفاده قرار می‌گرفت.
اعلامیه استقلال ایالات متحده آمریکا در تالاری که به «سالن استقلال» معروف است امضا شد. و به‌طور رسمی جدایی استقلال سیزده مستعمره‌نشین را که در حال جنگ با بریتانیای کبیر بودند را اعلام کرد.